# Liga Narodów UEFA (2024/2025)
Ten artykuł dotyczy trwającego lub niedawnego wydarzenia sportowego. Informacje w nim zamieszczone mogą się zmienić lub zdezaktualizować wraz z postępem zdarzenia. Początkowe doniesienia, wyniki lub statystyki mogą być niepewne. Ostatnie aktualizacje do tego artykułu mogą nie odzwierciedlać najbardziej aktualnych informacji.
Liga Narodów UEFA 2024/2025 – czwarta edycja rozgrywek Ligi Narodów UEFA, która rozgrywana jest od 5 września 2024 do 8 czerwca 2025. Biorą w niej udział męskie reprezentacje seniorskie 54 europejskich federacji krajowych zrzeszonych w UEFA (wszystkich oprócz Rosji).
Tytułu z poprzedniej edycji broniła reprezentacja Hiszpanii, która przegrała w finale z reprezentacją Portugalii.

## Format rozgrywek
Drużyny uczestniczące w rozgrywkach zostały podzielone na cztery dywizje (A, B, C, D). Ponadto w ramach dywizji A, B i C zespoły podzielone zostały na cztery koszyki, a w Dywizji D na dwa koszyki.
W ramach dywizji A, B i C wylosowane zostały cztery grupy składające się z 4 drużyn, natomiast dywizji D - dwie grupy składające się z trzech drużyn. Losowanie odbyło się 8 lutego 2024 roku w Paryżu. Mecze w grupach rozgrywane są w systemie kołowym (mecz i rewanż) od września do listopada 2024 roku.
Zwycięzcy grup w dywizjach B, C i D awansują do dywizji A, B i C kolejnej edycji Ligi Narodów. Analogicznie zespoły z ostatnich miejsc grup w dywizjach A i B spadną do dywizji B i C, w Dywizji C natomiast spadają dwie drużyny z ostatnich miejsc z najmniejszą liczbą punktów.
Zespoły zajmujące trzecie miejsce w grupach dywizji A zagrają baraż z drużynami zajmującymi drugie miejsca w grupach dywizji B. Tak samo trzecie miejsca z dywizji B zagrają z wicemistrzami grup dywizji C. Zespoły z ostatnich miejsc grup dywizji C, które nie spadły bezpośrednio zagrają baraż z wicemistrzami grup dywizji D.
Czterech zwycięzców i czterech wicemistrzów grup w dywizji A rozegra między sobą ćwierćfinały, ich zwycięzcy awansują do Turnieju Finałowego, który zostanie rozegrany w czerwcu 2025 roku.

## Drużyny uczestniczące i ich podział

Mapa pokazuje ligi każdej drużyny narodowej.
Drużyny dywizji A
Drużyny dywizji B
Drużyny dywizji C
Drużyny dywizji D
Zdyskwalifikowane reprezentacje

Drużyny dywizji A
     Drużyny dywizji B
     Drużyny dywizji C
     Drużyny dywizji D
     Zdyskwalifikowane reprezentacje
| Koszyk | Drużyna              |
| ------ | -------------------- |
| 1      | Hiszpania            |
| 1      | Chorwacja            |
| 1      | Włochy               |
| 1      | Holandia             |
| 2      | Dania                |
| 2      | Portugalia           |
| 2      | Belgia               |
| 2      | Węgry                |
| 3      | Szwajcaria           |
| 3      | Niemcy               |
| 3      | Polska               |
| 3      | Francja              |
| 4      | Izrael               |
| 4      | Bośnia i Hercegowina |
| 4      | Serbia               |
| 4      | Szkocja              |

| Koszyk | Drużyna    |
| ------ | ---------- |
| 1      | Austria    |
| 1      | Czechy     |
| 1      | Anglia     |
| 1      | Walia      |
| 2      | Finlandia  |
| 2      | Ukraina    |
| 2      | Islandia   |
| 2      | Norwegia   |
| 3      | Słowenia   |
| 3      | Irlandia   |
| 3      | Albania    |
| 3      | Czarnogóra |
| 4      | Gruzja     |
| 4      | Grecja     |
| 4      | Turcja     |
| 4      | Kazachstan |

| Koszyk | Drużyna            |
| ------ | ------------------ |
| 1      | Rumunia            |
| 1      | Szwecja            |
| 1      | Armenia            |
| 1      | Luksemburg         |
| 2      | Azerbejdżan        |
| 2      | Kosowo             |
| 2      | Bułgaria           |
| 2      | Wyspy Owcze        |
| 3      | Macedonia Północna |
| 3      | Słowacja           |
| 3      | Irlandia Północna  |
| 3      | Cypr               |
| 4      | Białoruś           |
| 4      | Litwa              |
| 4      | Estonia            |
| 4      | Łotwa              |

| Koszyk | Drużyna       |
| ------ | ------------- |
| 1      | Gibraltar     |
| 1      | Mołdawia      |
| 2      | Malta         |
| 2      | Andora        |
| 2      | San Marino    |
| 2      | Liechtenstein |

Źródło:

## Ustalanie kolejności
Zasady ustalania kolejności w grupie:
Zespoły będą klasyfikowane według punktów (3 punkty za zwycięstwo, 1 punkt za remis, 0 punktów za porażkę). Jeśli dwa lub więcej zespołów ma taką samą liczbę punktów, stosuje się następujące kryteria do ustalenia kolejności (Article 15):
1. większa liczba punktów zdobytych w meczach rozegranych pomiędzy zainteresowanymi drużynami;
2. większa różnica bramek w meczach pomiędzy rozpatrywanymi drużynami;
3. większa liczba bramek zdobytych w meczach rozegranych pomiędzy rozpatrywanymi drużynami;
4. jeżeli po zastosowaniu kryteriów od 1 do 3 drużyny nadal mają równą pozycję w rankingu, kryteria od 1 do 3 stosuje się ponownie wyłącznie do meczów między tymi drużynami w celu ustalenia ich ostatecznej pozycji w rankingu[i]. Jeżeli procedura ta nie doprowadzi do podjęcia decyzji, stosuje się kryteria od 5 do 11;
5. większa różnica bramek we wszystkich meczach grupowych;
6. większa liczba bramek zdobytych we wszystkich meczach grupowych;
7. większa liczba bramek strzelonych na wyjeździe we wszystkich meczach grupowych;
8. większa liczba zwycięstw we wszystkich meczach grupowych;
9. większa liczba zwycięstw na wyjeździe we wszystkich meczach grupowych;
10. niższa łączna liczba punktów dyscyplinarnych we wszystkich meczach grupowych (1 punkt za jedną żółtą kartkę, 3 punkty za czerwoną kartkę w wyniku dwóch żółtych kartek, 3 punkty za bezpośrednią czerwoną kartkę, 4 punkty za żółtą kartkę, po której następuje bezpośrednia czerwona kartka).
11. wyższa pozycja w rankingu Ligi Narodów UEFA 2022/2023.

Uwagi:
1. ↑  Gdy dwie lub więcej drużyn ma tyle samo punktów, stosuje się kryteria od 1 do 3. Po zastosowaniu tych kryteriów mogą one określać pozycję niektórych zaangażowanych drużyn, ale nie wszystkich. Na przykład, jeśli jest remis trzech drużyn w punktach, zastosowanie pierwszych trzech kryteriów może rozstrzygnąć remis tylko dla jednej z drużyn, pozostawiając dwie pozostałe drużyny w remisie. W takim przypadku procedura rozstrzygania remisu jest wznawiana od początku dla tych drużyn, które nadal mają remis.

Zasady ustalania kolejności w lidze:
Rankingi poszczególnych lig ustalane są na podstawie następujących kryteriów. (Article 19):
1. pozycja w grupie;
2. większa liczba punktów;
3. większa różnica bramek;
4. większa liczba strzelonych bramek;
5. większa liczba bramek strzelonych poza domem;
6. większa liczba wygranych;
7. większa liczba zwycięstw na wyjeździe;
8. niższa łączna liczba punktów dyscyplinarnych (1 punkt za pojedynczą żółtą kartkę, 3 punkty za czerwoną kartkę otrzymaną w wyniku dwóch żółtych kartek, 3 punkty za bezpośrednią czerwoną kartkę, 4 punkty za żółtą kartkę, po której następuje bezpośrednia czerwona kartka).
9. wyższa pozycja w rankingu Ligi Narodów UEFA 2022/2023.

## Dywizja A

### Grupa 1
| Lp. | Drużyna        | M | Z | R | P | B+ | B– | +/– | Pkt | Kwalifikacja lub spadek |  | Portugalia | Chorwacja | Szkocja | Polska |
| --- | -------------- | - | - | - | - | -- | -- | --- | --- | ----------------------- |  | ---------- | --------- | ------- | ------ |
| 1   | Portugalia (A) | 6 | 4 | 2 | 0 | 13 | 5  | +8  | 14  | ćwierćfinał             |  |            | 2–1       | 2–1     | 5–1    |
| 2   | Chorwacja (A)  | 6 | 2 | 2 | 2 | 8  | 8  | 0   | 8   | ćwierćfinał             |  | 1–1        |           | 2–1     | 1–0    |
| 3   | Szkocja (B, S) | 6 | 2 | 1 | 3 | 7  | 8  | −1  | 7   | baraż o utrzymanie      |  | 0–0        | 1–0       |         | 2–3    |
| 4   | Polska (S)     | 6 | 1 | 1 | 4 | 9  | 16 | −7  | 4   | spadek do Dywizji B     |  | 1–3        | 3–3       | 1–2     |        |

### Grupa 2
| Lp. | Drużyna       | M | Z | R | P | B+ | B– | +/– | Pkt | Kwalifikacja lub spadek |  | Francja | Włochy | Belgia | Izrael |
| --- | ------------- | - | - | - | - | -- | -- | --- | --- | ----------------------- |  | ------- | ------ | ------ | ------ |
| 1   | Francja (A)   | 6 | 4 | 1 | 1 | 12 | 6  | +6  | 13  | ćwierćfinał             |  |         | 1–3    | 2–0    | 0–0    |
| 2   | Włochy (A)    | 6 | 4 | 1 | 1 | 13 | 8  | +5  | 13  | ćwierćfinał             |  | 1–3     |        | 2–2    | 4–1    |
| 3   | Belgia (B, O) | 6 | 1 | 1 | 4 | 6  | 9  | −3  | 4   | baraż o utrzymanie      |  | 1–2     | 0–1    |        | 3–1    |
| 4   | Izrael (S)    | 6 | 1 | 1 | 4 | 5  | 13 | −8  | 4   | spadek do Dywizji B     |  | 1–4     | 1–2    | 1–0    |        |

1. 1 2  Większa różnica bramek we wszystkich meczach grupowych: Francja +6, Włochy +5.
2. 1 2  Mecze bezpośrednie, różnica bramek: Belgia +1, Izrael -1.

### Grupa 3
| Lp. | Drużyna                  | M | Z | R | P | B+ | B– | +/– | Pkt | Kwalifikacja lub spadek |  | Niemcy | Holandia | Węgry | Bośnia i Hercegowina |
| --- | ------------------------ | - | - | - | - | -- | -- | --- | --- | ----------------------- |  | ------ | -------- | ----- | -------------------- |
| 1   | Niemcy (A)               | 6 | 4 | 2 | 0 | 18 | 4  | +14 | 14  | ćwierćfinał             |  |        | 1–0      | 5–0   | 7–0                  |
| 2   | Holandia (A)             | 6 | 2 | 3 | 1 | 13 | 7  | +6  | 9   | ćwierćfinał             |  | 2–2    |          | 4–0   | 5–2                  |
| 3   | Węgry (B, S)             | 6 | 1 | 3 | 2 | 4  | 11 | −7  | 6   | baraż o utrzymanie      |  | 1–1    | 1–1      |       | 0–0                  |
| 4   | Bośnia i Hercegowina (S) | 6 | 0 | 2 | 4 | 4  | 17 | −13 | 2   | spadek do Dywizji B     |  | 1–2    | 1–1      | 0–2   |                      |

### Grupa 4
| Lp. | Drużyna        | M | Z | R | P | B+ | B– | +/– | Pkt | Kwalifikacja lub spadek |  | Hiszpania | Dania | Serbia | Szwajcaria |
| --- | -------------- | - | - | - | - | -- | -- | --- | --- | ----------------------- |  | --------- | ----- | ------ | ---------- |
| 1   | Hiszpania (A)  | 6 | 5 | 1 | 0 | 13 | 4  | +9  | 16  | ćwierćfinał             |  |           | 1–0   | 3–0    | 3–2        |
| 2   | Dania (A)      | 6 | 2 | 2 | 2 | 7  | 5  | +2  | 8   | ćwierćfinał             |  | 1–2       |       | 2–0    | 2–0        |
| 3   | Serbia (B, O)  | 6 | 1 | 3 | 2 | 3  | 6  | −3  | 6   | baraż o utrzymanie      |  | 0–0       | 0–0   |        | 2–0        |
| 4   | Szwajcaria (S) | 6 | 0 | 2 | 4 | 6  | 14 | −8  | 2   | spadek do Dywizji B     |  | 1–4       | 2–0   | 1–1    |            |

## Dywizja B

### Grupa 1
| Lp. | Drużyna       | M | Z | R | P | B+ | B– | +/– | Pkt | Awans, kwalifikacja lub spadek |  | Czechy | Ukraina | Gruzja | Albania |
| --- | ------------- | - | - | - | - | -- | -- | --- | --- | ------------------------------ |  | ------ | ------- | ------ | ------- |
| 1   | Czechy (A)    | 6 | 3 | 2 | 1 | 9  | 8  | +1  | 11  | awans do Dywizji A             |  |        | 3–2     | 2–1    | 2–0     |
| 2   | Ukraina (B)   | 6 | 2 | 2 | 2 | 8  | 8  | 0   | 8   | baraż o awans                  |  | 1–1    |         | 1–0    | 1–2     |
| 3   | Gruzja (B, O) | 6 | 2 | 1 | 3 | 7  | 6  | +1  | 7   | baraż o utrzymanie             |  | 4–1    | 1–1     |        | 0–1     |
| 4   | Albania (S)   | 6 | 2 | 1 | 3 | 4  | 6  | −2  | 7   | spadek do Dywizji C            |  | 0–0    | 1–2     | 0–1    |         |

1. 1 2  Większa różnica bramek we wszystkich meczach grupowych: Gruzja +1, Albania -2.

### Grupa 2
| Lp. | Drużyna         | M | Z | R | P | B+ | B– | +/– | Pkt | Awans, kwalifikacja lub spadek |  | Anglia | Grecja | Irlandia | Finlandia |
| --- | --------------- | - | - | - | - | -- | -- | --- | --- | ------------------------------ |  | ------ | ------ | -------- | --------- |
| 1   | Anglia (A)      | 6 | 5 | 0 | 1 | 16 | 3  | +13 | 15  | awans do Dywizji A             |  |        | 1–2    | 5–0      | 2–0       |
| 2   | Grecja (B, A)   | 6 | 5 | 0 | 1 | 11 | 4  | +7  | 15  | baraż o awans                  |  | 0–3    |        | 2–0      | 3–0       |
| 3   | Irlandia (B, O) | 6 | 2 | 0 | 4 | 3  | 12 | −9  | 6   | baraż o utrzymanie             |  | 0–2    | 0–2    |          | 1–0       |
| 4   | Finlandia (S)   | 6 | 0 | 0 | 6 | 2  | 13 | −11 | 0   | spadek do Dywizji C            |  | 1–3    | 0–2    | 1–2      |           |

1. 1 2  Mecze bezpośrednie, różnica bramek: Anglia +2, Grecja −2.

### Grupa 3
| Lp. | Drużyna         | M | Z | R | P | B+ | B– | +/– | Pkt | Awans, kwalifikacja lub spadek |  | Norwegia | Austria | Słowenia | Kazachstan |
| --- | --------------- | - | - | - | - | -- | -- | --- | --- | ------------------------------ |  | -------- | ------- | -------- | ---------- |
| 1   | Norwegia (A)    | 6 | 4 | 1 | 1 | 15 | 7  | +8  | 13  | awans do Dywizji A             |  |          | 2–1     | 3–0      | 5–0        |
| 2   | Austria (B)     | 6 | 3 | 2 | 1 | 14 | 5  | +9  | 11  | baraż o awans                  |  | 5–1      |         | 1–1      | 4–0        |
| 3   | Słowenia (B, O) | 6 | 2 | 2 | 2 | 7  | 9  | −2  | 8   | baraż o utrzymanie             |  | 1–4      | 1–1     |          | 3–0        |
| 4   | Kazachstan (S)  | 6 | 0 | 1 | 5 | 0  | 15 | −15 | 1   | spadek do Dywizji C            |  | 0–0      | 0–2     | 0–1      |            |

### Grupa 4
| Lp. | Drużyna         | M | Z | R | P | B+ | B– | +/– | Pkt | Awans, kwalifikacja lub spadek |  | Walia | Turcja | Islandia | Czarnogóra |
| --- | --------------- | - | - | - | - | -- | -- | --- | --- | ------------------------------ |  | ----- | ------ | -------- | ---------- |
| 1   | Walia (A)       | 6 | 3 | 3 | 0 | 9  | 4  | +5  | 12  | awans do Dywizji A             |  |       | 0–0    | 4–1      | 1–0        |
| 2   | Turcja (B, A)   | 6 | 3 | 2 | 1 | 9  | 6  | +3  | 11  | baraż o awans                  |  | 0–0   |        | 3–1      | 1–0        |
| 3   | Islandia (B, S) | 6 | 2 | 1 | 3 | 10 | 13 | −3  | 7   | baraż o utrzymanie             |  | 2–2   | 2–4    |          | 2–0        |
| 4   | Czarnogóra (S)  | 6 | 1 | 0 | 5 | 4  | 9  | −5  | 3   | spadek do Dywizji C            |  | 1–2   | 3–1    | 0–2      |            |

## Dywizja C

### Grupa 1
| Lp. | Drużyna         | M | Z | R | P | B+ | B– | +/– | Pkt | Awans, kwalifikacja lub spadek |  | Szwecja | Słowacja | Estonia | Azerbejdżan |
| --- | --------------- | - | - | - | - | -- | -- | --- | --- | ------------------------------ |  | ------- | -------- | ------- | ----------- |
| 1   | Szwecja (A)     | 6 | 5 | 1 | 0 | 19 | 4  | +15 | 16  | awans do Dywizji B             |  |         | 2–1      | 3–0     | 6–0         |
| 2   | Słowacja (B)    | 6 | 4 | 1 | 1 | 10 | 5  | +5  | 13  | baraż o awans                  |  | 2–2     |          | 1–0     | 2–0         |
| 3   | Estonia         | 6 | 1 | 1 | 4 | 3  | 9  | −6  | 4   |                                |  | 0–3     | 0–1      |         | 3–1         |
| 4   | Azerbejdżan (S) | 6 | 0 | 1 | 5 | 3  | 17 | −14 | 1   | klasyfikacja 4. miejsc         |  | 1–3     | 1–3      | 0–0     |             |

### Grupa 2
| Lp. | Drużyna       | M | Z | R | P | B+ | B– | +/– | Pkt | Awans, kwalifikacja lub spadek |  | Rumunia | Kosowo | Cypr | Litwa |
| --- | ------------- | - | - | - | - | -- | -- | --- | --- | ------------------------------ |  | ------- | ------ | ---- | ----- |
| 1   | Rumunia (A)   | 6 | 6 | 0 | 0 | 18 | 3  | +15 | 18  | awans do Dywizji B             |  |         | 3–0    | 4–1  | 3–1   |
| 2   | Kosowo (B, A) | 6 | 4 | 0 | 2 | 10 | 7  | +3  | 12  | baraż o awans                  |  | 0–3     |        | 3–0  | 1–0   |
| 3   | Cypr          | 6 | 2 | 0 | 4 | 4  | 15 | −11 | 6   |                                |  | 0–3     | 0–4    |      | 2–1   |
| 4   | Litwa (S)     | 6 | 0 | 0 | 6 | 4  | 11 | −7  | 0   | klasyfikacja 4. miejsc         |  | 1–2     | 1–2    | 0–1  |       |

1. ↑  Mecz Rumunia – Kosowo został przerwany przy wyniku 0–0 w doliczonym czasie gry drugiej połowy po zejściu drużyny Kosowa z boiska, po tym jak rumuńscy kibice zaczęli skandować pro-serbskie i anty-kosowskie hasła. Sprawa zostanie skierowana do Komisji Kontroli, Etyki i Dyscypliny UEFA[6]. Mecz uznano za wygraną Rumunii 3–0[7][8].

### Grupa 3
| Lp. | Drużyna               | M | Z | R | P | B+ | B– | +/– | Pkt | Awans, kwalifikacja lub spadek |  | Irlandia Północna | Bułgaria | Białoruś | Luksemburg |
| --- | --------------------- | - | - | - | - | -- | -- | --- | --- | ------------------------------ |  | ----------------- | -------- | -------- | ---------- |
| 1   | Irlandia Północna (A) | 6 | 3 | 2 | 1 | 11 | 3  | +8  | 11  | awans do Dywizji B             |  |                   | 5–0      | 2–0      | 2–0        |
| 2   | Bułgaria (B)          | 6 | 2 | 3 | 1 | 3  | 6  | −3  | 9   | baraż o awans                  |  | 1–0               |          | 1–1      | 0–0        |
| 3   | Białoruś              | 6 | 1 | 4 | 1 | 3  | 4  | −1  | 7   |                                |  | 0–0               | 0–0      |          | 1–1        |
| 4   | Luksemburg (B)        | 6 | 0 | 3 | 3 | 3  | 7  | −4  | 3   | klasyfikacja 4. miejsc         |  | 2–2               | 0–1      | 0–1      |            |

### Grupa 4
| Lp. | Drużyna                | M | Z | R | P | B+ | B– | +/– | Pkt | Awans, kwalifikacja lub spadek |  | Macedonia Północna | Armenia | Wyspy Owcze | Łotwa |
| --- | ---------------------- | - | - | - | - | -- | -- | --- | --- | ------------------------------ |  | ------------------ | ------- | ----------- | ----- |
| 1   | Macedonia Północna (A) | 6 | 5 | 1 | 0 | 10 | 1  | +9  | 16  | awans do Dywizji B             |  |                    | 2–0     | 1–0         | 1–0   |
| 2   | Armenia (B)            | 6 | 2 | 1 | 3 | 8  | 9  | −1  | 7   | baraż o awans                  |  | 0–2                |         | 0–1         | 4–1   |
| 3   | Wyspy Owcze            | 6 | 1 | 3 | 2 | 5  | 6  | −1  | 6   |                                |  | 1–1                | 2–2     |             | 1–1   |
| 4   | Łotwa (B)              | 6 | 1 | 1 | 4 | 4  | 11 | −7  | 4   | klasyfikacja 4. miejsc         |  | 0–3                | 1–2     | 1–0         |       |

### Ranking drużyn z czwartego miejsca
| Lp. | Gr. | Drużyna         | M | Z | R | P | B+ | B– | +/– | Pkt | Kwalifikacja lub spadek |
| --- | --- | --------------- | - | - | - | - | -- | -- | --- | --- | ----------------------- |
| 1   | C4  | Łotwa (B)       | 6 | 1 | 1 | 4 | 4  | 11 | −7  | 4   | baraż o utrzymanie      |
| 2   | C3  | Luksemburg (B)  | 6 | 0 | 3 | 3 | 3  | 7  | −4  | 3   | baraż o utrzymanie      |
| 3   | C1  | Azerbejdżan (S) | 6 | 0 | 1 | 5 | 3  | 17 | −14 | 1   | spadek do Dywizji D     |
| 4   | C2  | Litwa (S)       | 6 | 0 | 0 | 6 | 4  | 11 | −7  | 0   | spadek do Dywizji D     |

## Dywizja D

### Grupa 1
| Lp. | Drużyna        | M | Z | R | P | B+ | B– | +/– | Pkt | Awans lub kwalifikacja |  | San Marino | Gibraltar | Liechtenstein |
| --- | -------------- | - | - | - | - | -- | -- | --- | --- | ---------------------- |  | ---------- | --------- | ------------- |
| 1   | San Marino (A) | 4 | 2 | 1 | 1 | 5  | 3  | +2  | 7   | awans do Dywizji C     |  |            | 1–1       | 1–0           |
| 2   | Gibraltar (B)  | 4 | 1 | 3 | 0 | 4  | 3  | +1  | 6   | baraż o awans          |  | 1–0        |           | 2–2           |
| 3   | Liechtenstein  | 4 | 0 | 2 | 2 | 3  | 6  | −3  | 2   |                        |  | 1–3        | 0–0       |               |

### Grupa 2
| Lp. | Drużyna      | M | Z | R | P | B+ | B– | +/– | Pkt | Awans lub kwalifikacja |  | Mołdawia | Malta | Andora |
| --- | ------------ | - | - | - | - | -- | -- | --- | --- | ---------------------- |  | -------- | ----- | ------ |
| 1   | Mołdawia (A) | 4 | 3 | 0 | 1 | 5  | 1  | +4  | 9   | awans do Dywizji C     |  |          | 2–0   | 2–0    |
| 2   | Malta (B)    | 4 | 2 | 1 | 1 | 2  | 2  | 0   | 7   | baraż o awans          |  | 1–0      |       | 0–0    |
| 3   | Andora       | 4 | 0 | 1 | 3 | 0  | 4  | −4  | 1   |                        |  | 0–1      | 0–1   |        |

## Turniej finałowy
|  |              |              |              |              |           |       |               |           |                   |                   |       |       |
|  | Ćwierćfinały | Ćwierćfinały | Ćwierćfinały | Ćwierćfinały |           |       | Półfinały     | Półfinały |                   |                   | Finał | Finał |
|  | Ćwierćfinały | Ćwierćfinały | Ćwierćfinały | Ćwierćfinały |           |       | Półfinały     | Półfinały |                   |                   | Finał | Finał |
|  |              |              |              |              |           |       |               |           |                   |                   |       |       |
|  |              |              |              |              |           |       |               |           |                   |                   |       |       |
|  | Włochy       | 1            | 3            | 4            |           |       |               |           |                   |                   |       |       |
|  | Włochy       | 1            | 3            | 4            | 4 czerwca |       |               |           |                   |                   |       |       |
|  | Niemcy       | 2            | 3            | 5            |           |       |               |           |                   |                   |       |       |
|  | Niemcy       | 2            | 3            | 5            |           |       | Niemcy        | 1         |                   |                   |       |       |
|  |              |              |              |              |           |       | Niemcy        | 1         |                   |                   |       |       |
|  |              |              | Portugalia   | 2            |           |       |               |           |                   |                   |       |       |
|  | Dania        | 1            | Portugalia   | 2            | 2         | 3     |               |           |                   |                   |       |       |
|  | Dania        | 1            |              |              | 2         | 3     | 8 czerwca     |           |                   |                   |       |       |
|  | Portugalia * | 0            | 5            | 5            |           |       |               |           |                   |                   |       |       |
|  | Portugalia * | 0            | 5            | 5            |           |       | Portugalia ** | 2 (5)     |                   |                   |       |       |
|  |              |              |              |              |           |       |               |           |                   |                   |       |       |
|  |              |              | Hiszpania    | 2 (3)        |           |       |               |           |                   |                   |       |       |
|  | Holandia     | 2            | Hiszpania    | 2 (3)        | 3         | 5 (4) |               |           |                   |                   |       |       |
|  | Holandia     | 2            | 5 czerwca    |              | 3         | 5 (4) |               |           |                   |                   |       |       |
|  | Hiszpania ** | 2            | 3            | 5 (5)        |           |       |               |           |                   |                   |       |       |
|  | Hiszpania ** | 2            | 3            | 5 (5)        |           |       | Hiszpania     | 5         | Mecz o 3. miejsce | Mecz o 3. miejsce |       |       |
|  |              |              |              |              |           |       | Hiszpania     | 5         | Mecz o 3. miejsce | Mecz o 3. miejsce |       |       |
|  |              |              | Francja      | 4            |           |       | 8 czerwca     | 8 czerwca |                   |                   |       |       |
|  | Chorwacja    | 2            | Francja      | 4            | 0         | 2 (4) | 8 czerwca     | 8 czerwca |                   |                   |       |       |
|  | Chorwacja    | 2            |              |              | 0         | 2 (4) |               |           | Niemcy            | 0                 |       |       |
|  | Francja **   | 0            | 2            | 2 (5)        |           |       |               |           | Niemcy            | 0                 |       |       |
|  | Francja **   | 0            | 2            | 2 (5)        |           |       | Francja       | 2         |                   |                   |       |       |
|  |              |              |              |              |           |       | Francja       | 2         |                   |                   |       |       |

* zwycięstwo po dogrywce;
** zwycięstwo po rzutach karnych.

### Ćwierćfinały
Losowanie par ćwierćfinałowych odbyło się 22 listopada 2024 w Nyonie w Szwajcarii, podobnie jak losowanie par barażowych o awans/spadek. Pierwsze mecze zostaną rozegrane 20 marca, a rewanże 23 marca 2025.
| Drużyna 1 | Wynik dwumeczu | Drużyna 2  | Pierwszy mecz | Drugi mecz  |
| --------- | -------------- | ---------- | ------------- | ----------- |
| Holandia  | 5:5 (4:5 k.)   | Hiszpania  | 2:2           | 3:3 (dogr.) |
| Chorwacja | 2:2 (4:5 k.)   | Francja    | 2:0           | 0:2 (dogr.) |
| Dania     | 3:5            | Portugalia | 1:0           | 2:5 (dogr.) |
| Włochy    | 4:5            | Niemcy     | 1:2           | 3:3         |

### Półfinały
Losowanie par półfinałowych odbyło się 22 listopada 2024 w Nyonie w Szwajcarii, podobnie jak losowanie par barażowych o awans/spadek.
| Drużyna 1 | Wynik | Drużyna 2  |
| --------- | ----- | ---------- |
| Niemcy    | 1:2   | Portugalia |
| Hiszpania | 5:4   | Francja    |

| 4 czerwca 2025 | Niemcy    | 1:2   | Portugalia                  |                                                               |
| 21:10 CET      | Wirtz 48' | (0:0) | 63' Conceição · 68' Ronaldo | Allianz Arena, Monachium Widzów: 65 823 Sędzia: Slavko Vinčić |

| 5 czerwca 2025 | Hiszpania                                                   | 5:4   | Francja                                                             |                                                           |
| 21:00 CET      | Williams 22' · Merino 25' · Yamal 54' (k.), 67' · Pedri 55' | (2:0) | 59' (k.) Mbappé · 79' Cherki · 84' (sam.) Vivian · 90+3' Kolo Muani | MHPArena, Stuttgart Widzów: 51 724 Sędzia: Michael Oliver |

### Mecz o trzecie miejsce
| Drużyna 1 | Wynik | Drużyna 2 |
| --------- | ----- | --------- |
| Niemcy    | 0:2   | Francja   |

| 8 czerwca 2025 | Niemcy | 0:2   | Francja                |                                                          |
| 15:00 CET      |        | (0:1) | 45' Mbappé · 84' Olise | MHPArena, Stuttgart Widzów: 51 313 Sędzia: Ivan Kružliak |

### Finał
| Drużyna 1  | Wynik                | Drużyna 2 |
| ---------- | -------------------- | --------- |
| Portugalia | 2:2 (dogr.) (5:3 k.) | Hiszpania |

| 8 czerwca 2025 | Portugalia                                     | 2:2 (pd. k. 5:3)        | Hiszpania                        |                                                                |
| 21:00 CET      | Mendes 26' · Ronaldo 61'                       | (1:2, 2:2, 2:2, k. 5:3) | 21' Zubimendi · 45' Oyarzabal    | Allianz Arena, Monachium Widzów: 65 852 Sędzia: Sandro Schärer |
| 21:00 CET      | · Ramos · Vitinha · Fernandes · Mendes · Neves | Rzuty karne             | · Merino · Baena · Isco · Morata | Allianz Arena, Monachium Widzów: 65 852 Sędzia: Sandro Schärer |

## Baraże o awans/spadek
Losowanie par barażowych o awans/spadek odbyło się 22 listopada 2024 w Nyonie w Szwajcarii, podobnie jak losowanie ćwierćfinałów Dywizji A. W przypadku meczów Dywizji A i B oraz B i C pierwsze mecze zostaną rozegrane 20 marca, a rewanże 25 marca 2025. W przypadku meczów Dywizji C i D pierwsze mecze zostaną rozegrane 26 marca, a rewanże 31 marca 2026.

### Baraże dywizji A i B
| Drużyna 1 | Wynik dwumeczu | Drużyna 2 | Pierwszy mecz | Drugi mecz |
| --------- | -------------- | --------- | ------------- | ---------- |
| Turcja    | 6:1            | Węgry     | 3:1           | 3:0        |
| Ukraina   | 3:4            | Belgia    | 3:1           | 0:3        |
| Austria   | 1:3            | Serbia    | 1:1           | 0:2        |
| Grecja    | 3:1            | Szkocja   | 0:1           | 3:0        |

### Baraże dywizji B i C
| Drużyna 1 | Wynik dwumeczu | Drużyna 2 | Pierwszy mecz | Drugi mecz  |
| --------- | -------------- | --------- | ------------- | ----------- |
| Kosowo    | 5:2            | Islandia  | 2:1           | 3:1         |
| Bułgaria  | 2:4            | Irlandia  | 1:2           | 1:2         |
| Armenia   | 1:9            | Gruzja    | 0:3           | 1:6         |
| Słowacja  | 0:1            | Słowenia  | 0:0           | 0:1 (dogr.) |

### Baraże dywizji C i D
| Drużyna 1 | Wynik dwumeczu | Drużyna 2  | Pierwszy mecz | Drugi mecz |
| --------- | -------------- | ---------- | ------------- | ---------- |
| Gibraltar |                | Łotwa      | 26.03.2026    | 31.03.2026 |
| Malta     |                | Luksemburg | 26.03.2026    | 31.03.2026 |

## Klasyfikacja końcowa
Począwszy od sezonu 2024/25, ogólne rankingi są podzielone na wersję tymczasową i ostateczną. Podczas gdy tymczasowe ogólne rankingi będą oparte na rankingach ligowych, wyraźnie sortując drużyny z wyższych lig nad tymi z niższych, ostateczne ogólne rankingi będą uwzględniać wyniki fazy pucharowej League A i baraży o awans/spadek, odpowiednio aktualizując tymczasowe ogólne rankingi.

### Tymczasowy ranking ogólny
| Miejsce | Reprezentacja        | M | Pkt |
| ------- | -------------------- | - | --- |
| 1       | Hiszpania            | 6 | 16  |
| 2       | Niemcy               | 6 | 14  |
| 3       | Portugalia           | 6 | 14  |
| 4       | Francja              | 6 | 13  |
| 5       | Włochy               | 6 | 13  |
| 6       | Holandia             | 6 | 9   |
| 7       | Dania                | 6 | 8   |
| 8       | Chorwacja            | 6 | 8   |
| 9       | Szkocja              | 6 | 7   |
| 10      | Serbia               | 6 | 6   |
| 11      | Węgry                | 6 | 6   |
| 12      | Belgia               | 6 | 4   |
| 13      | Polska               | 6 | 4   |
| 14      | Izrael               | 6 | 4   |
| 15      | Szwajcaria           | 6 | 2   |
| 16      | Bośnia i Hercegowina | 6 | 2   |

| Miejsce | Reprezentacja | M | Pkt |
| ------- | ------------- | - | --- |
| 17      | Anglia        | 6 | 15  |
| 18      | Norwegia      | 6 | 13  |
| 19      | Walia         | 6 | 12  |
| 20      | Czechy        | 6 | 11  |
| 21      | Grecja        | 6 | 15  |
| 22      | Austria       | 6 | 11  |
| 23      | Turcja        | 6 | 11  |
| 24      | Ukraina       | 6 | 8   |
| 25      | Słowenia      | 6 | 8   |
| 26      | Gruzja        | 6 | 7   |
| 27      | Islandia      | 6 | 7   |
| 28      | Irlandia      | 6 | 6   |
| 29      | Albania       | 6 | 7   |
| 30      | Czarnogóra    | 6 | 3   |
| 31      | Kazachstan    | 6 | 1   |
| 32      | Finlandia     | 6 | 0   |

| Miejsce | Reprezentacja      | M | Pkt |
| ------- | ------------------ | - | --- |
| 33      | Rumunia            | 6 | 18  |
| 34      | Szwecja            | 6 | 16  |
| 35      | Macedonia Północna | 6 | 16  |
| 36      | Irlandia Północna  | 6 | 11  |
| 37      | Słowacja           | 6 | 13  |
| 38      | Kosowo             | 5 | 12  |
| 39      | Bułgaria           | 6 | 9   |
| 40      | Armenia            | 6 | 7   |
| 41      | Białoruś           | 6 | 7   |
| 42      | Wyspy Owcze        | 6 | 6   |
| 43      | Cypr               | 6 | 6   |
| 44      | Estonia            | 6 | 4   |
| 45      | Łotwa              | 6 | 4   |
| 46      | Luksemburg         | 6 | 3   |
| 47      | Azerbejdżan        | 6 | 1   |
| 48      | Litwa              | 6 | 0   |

| Miejsce | Reprezentacja | M | Pkt |
| ------- | ------------- | - | --- |
| 49      | Mołdawia      | 4 | 9   |
| 50      | San Marino    | 4 | 7   |
| 51      | Malta         | 4 | 7   |
| 52      | Gibraltar     | 4 | 6   |
| 53      | Liechtenstein | 4 | 2   |
| 54      | Andora        | 4 | 1   |

### Ostateczna klasyfikacja ogólna
Ostateczna klasyfikacja ogólna, ustalana po zakończeniu rozgrywek, koryguje tymczasową klasyfikację ogólną, biorąc pod uwagę wyniki fazy pucharowej Ligi A i baraży o awans/spadek. Zespoły, które awansują pod koniec sezonu 2024/2025, są klasyfikowane wyżej niż te, które spadają, a ostateczna klasyfikacja odzwierciedla skład lig w Lidze Narodów UEFA 2026/2027.
| Miejsce | Reprezentacja | A/S |
| ------- | ------------- | --- |
| złoto   | Portugalia    |     |
| srebro  | Hiszpania     |     |
| brąz    | Francja       |     |
| 4       | Niemcy        |     |
| 5       | Włochy        |     |
| 6       | Holandia      |     |
| 7       | Dania         |     |
| 8       | Chorwacja     |     |
| 9       | Serbia        | *   |
| 10      | Belgia        | *   |
| 11      | Anglia        |     |
| 12      | Norwegia      |     |
| 13      | Walia         |     |
| 14      | Czechy        |     |
| 15      | Grecja        | *   |
| 16      | Turcja        | *   |

| Miejsce | Reprezentacja        | A/S |
| ------- | -------------------- | --- |
| 17      | Szkocja              | *   |
| 18      | Węgry                | *   |
| 19      | Polska               |     |
| 20      | Izrael               |     |
| 21      | Szwajcaria           |     |
| 22      | Bośnia i Hercegowina |     |
| 23      | Austria              | *   |
| 24      | Ukraina              | *   |
| 25      | Słowenia             | *   |
| 26      | Gruzja               | *   |
| 27      | Irlandia             | *   |
| 28      | Rumunia              |     |
| 29      | Szwecja              |     |
| 30      | Macedonia Północna   |     |
| 31      | Irlandia Północna    |     |
| 32      | Kosowo               | *   |

| Miejsce | Reprezentacja          | A/S |
| ------- | ---------------------- | --- |
| 33      | Islandia               | *   |
| 34      | Albania                |     |
| 35      | Czarnogóra             |     |
| 36      | Kazachstan             |     |
| 37      | Finlandia              |     |
| 38      | Słowacja               | *   |
| 39      | Bułgaria               | *   |
| 40      | Armenia                | *   |
| 41      | Białoruś               |     |
| 42      | Wyspy Owcze            |     |
| 43      | Cypr                   |     |
| 44      | Estonia                |     |
| 45–48   | zwycięzca barażu (C/D) | *   |
| 45–48   | zwycięzca barażu (C/D) | *   |
| 45–47   | Mołdawia               |     |
| 46–48   | San Marino             |     |

| Miejsce | Reprezentacja          | A/S |
| ------- | ---------------------- | --- |
| 49–51   | Azerbejdżan            |     |
| 50–52   | Litwa                  |     |
| 49–52   | przegrany barażu (C/D) | *   |
| 49–52   | przegrany barażu (C/D) | *   |
| 53      | Liechtenstein          |     |
| 54      | Andora                 |     |

## Strzelcy

### 9 goli
- Viktor Gyökeres

### 7 goli
- Erling Haaland

### 6 goli
- Răzvan Marin

### 5 goli
- Cristiano Ronaldo
- Benjamin Šeško

### 4 gole
- Isaac Price
- Alexander Isak
- Kerem Aktürkoğlu
- Harry Wilson

### 3 gole
- Harry Kane
- Nikola Krstović
- Pavel Šulc
- Randal Kolo Muani
- Fotis Joanidis
- Georges Mikautadze
- Orri Óskarsson
- Bojan Miowski
- Deniz Undav
- Florian Wirtz
- Antonio Nusa
- Alexander Sørloth
- David Strelec
- Zeki Amdouni
- Viktor Gyökeres
- Alexander Isak
- Kerem Aktürkoğlu
- Dominik Szoboszlai
- Davide Frattesi

### 2 gole
- Jack Grealish
- Declan Rice
- Eduard Spercjan
- Lucas Zelarayán
- Christoph Baumgartner
- Michael Gregoritsch
- Philipp Lienhart
- Marcel Sabitzer
- Toral Bayramov
- Kevin De Bruyne
- Ermedin Demirović
- Edin Džeko
- Joanis Pitas
- Tomáš Chorý
- Gustav Isaksen
- Bradley Barcola
- Adrien Rabiot
- Liam Walker
- Anastasios Bakasetas
- Christos Dzolis
- Wangelis Pawlidis
- Giorgi Koczoraszwili
- Fabián Ruiz
- Denzel Dumfries
- Cody Gakpo
- Tijjani Reijnders
- Wout Weghorst
- Daniel Ballard
- Andri Guðjohnsen
- Mohammad Abu Fani
- Ermal Krasniqi
- Vedat Muriqi
- Albion Rrahmani
- Armandas Kučys
- Gerson Rodrigues
- Enis Bardhi
- Kai Havertz
- Tim Kleindienst
- Jamal Musiala
- Nicola Zalewski
- Piotr Zieliński
- Sebastian Szymański
- Bruno Fernandes
- Denis Drăguș
- Dennis Man
- Nicola Nanni
- John McGinn
- Scott McTominay
- Dejan Kulusevski
- Sebastian Nanasi
- İrfan Kahveci
- Liam Cullen
- Brennan Johnson
- Andrea Cambiaso
- Giovanni Di Lorenzo
- Mateo Retegui
- Viljormur Davidsen

### 1 gol
- Jasir Asani
- Kristjan Asllani
- Nedim Bajrami
- Ardian Ismajli
- Trent Alexander-Arnold
- Jude Bellingham
- Jarrod Bowen
- Conor Gallagher
- Jack Grealish
- Anthony Gordon
- Taylor Harwood-Bellis
- Curtis Jones
- Declan Rice
- Ollie Watkins
- Marko Arnautović
- Konrad Laimer
- Stefan Posch
- Romano Schmid
- Matthias Seidl
- Wahan Biczachczian
- Gor Manwelian
- Artur Miranian
- Renat Dadashov
- Maxim De Cuyper
- Loïs Openda
- Youri Tielemans
- Leandro Trossard
- Waleryj Hramyka
- Jurij Kawaljow
- Siarhiej Paliciewicz
- Kirił Despodow
- Andrian Krajew
- Wasił Panajotow
- Joško Gvardiol
- Andrej Kramarić
- Igor Matanović
- Luka Modrić
- Borna Sosa
- Martin Baturina
- Petar Sučić
- Marinos Dzionis
- Grigoris Kastanos
- Driton Camaj
- Lukáš Červ
- Adam Hložek
- Lukáš Kalvach
- Tomáš Souček
- Patrick Dorgu
- Albert Grønbæk
- Pierre Højbjerg
- Yussuf Poulsen
- Rocco Robert Shein
- Vlasiy Sinyavskiy
- Ioan Yakovlev
- Arttu Hoskonen
- Joel Pohjanpalo
- Eduardo Camavinga
- Ousmane Dembélé
- Mattéo Guendouzi
- Christopher Nkunku
- Ethan Britto
- James Scanlon
- Petros Mandalos
- Giorgi Czakwetadze
- Chwicza Kwaracchelia
- Álex Baena
- Bryan Gil
- Aymeric Laporte
- Álvaro Morata
- Mikel Oyarzabal
- Ayoze Pérez
- Yeremi Pino
- Joselu
- Ferran Torres
- Martín Zubimendi
- Brian Brobbey
- Teun Koopmeiners
- Xavi Simons
- Joshua Zirkzee
- Conor Bradley
- Dion Charles
- Josh Magennis
- Paddy McNair
- Ísak Bergmann Jóhannesson
- Victor Pálsson
- Logi Tómasson
- Jón Dagur Þorsteinsson
- Robbie Brady
- Evan Ferguson
- Liam Scales
- Omri Gandelman
- Yarden Shua
- Lumbardh Dellova
- Muharrem Jashari
- Emir Sahiti
- Edon Zhegrova
- Nicolas Hasler
- Ferhat Saglam
- Aron Sele
- Gvidas Gineitis
- Paulius Golubickas
- Dario Šits
- Roberts Uldriķis
- Renārs Varslavāns
- Seid Korać
- Isnik Alimi
- Jani Atanasow
- Elif Ełmas
- Lirim Qamili
- Nikoła Serafimow
- Ryan Camenzuli
- Teddy Teuma
- Mihail Caimacov
- Maxim Cojocaru
- Artur Ioniță
- Ion Nicolaescu
- Virgiliu Postolachi
- Niclas Füllkrug
- Joshua Kimmich
- Jamie Leweling
- Felix Nmecha
- Aleksandar Pavlović
- Leroy Sané
- Jens Petter Hauge
- Felix Myhre
- Dominik Marczuk
- Robert Lewandowski
- Kamil Piątkowski
- Diogo Dalot
- João Félix
- Rafael Leão
- Pedro Neto
- Bernardo Silva
- Daniel Bîrligea
- Florinel Coman
- Radu Drăgușin
- Valentin Mihăilă
- Alexandru Mitriță
- Alessandro Golinucci
- Lorenzo Lazzari
- Nicko Sensoli
- Nikola Milenković
- Aleksandar Mitrović
- Aleksa Terzić
- Ondrej Duda
- Dávid Ďuriš
- Dávid Hancko
- Lukáš Haraslín
- Tomáš Suslov
- Adam Gnezda Čerin
- Jan Mlakar
- Ryan Christie
- Billy Gilmour
- Andrew Robertson
- Remo Freuler
- Joël Monteiro
- Andi Zeqiri
- Yasin Ayari
- Ken Sema
- Hakan Çalhanoğlu
- Arda Güler
- Kenan Yıldız
- Artem Dowbyk
- Roman Jaremczuk
- Juchym Konopla
- Mychajło Mudryk
- Heorhij Sudakow
- Władysław Wanat
- Ołeksandr Zinczenko
- Kieffer Moore
- Roland Sallai
- Federico Dimarco
- Moise Kean
- Giacomo Raspadori
- Sandro Tonali
- Jann Benjaminsen
- Jónnes Bjartalíð
- Hanus Sørensen

### Gole samobójcze
- Georgij Harutiunian (dla Łotwy)
- Rahil Məmmədov (dla Słowacji)
- Timothy Castagne (dla Izraela)
- Dimitar Mitow (dla Irlandii Północnej)
- Benjamin Källman (dla Grecji)
- Odiseas Wlachodimos (dla Anglii)
- Solomon Kwirkwelia (dla Ukrainy)
- Kaspars Dubra (dla Armenii)
- Jan Bednarek (dla Portugalii)
- Diogo Dalot (dla Chorwacji)
- Danny Ward (dla Islandii)
- Guglielmo Vicario (dla Francji)